# Émilie du Châtelet
Gabrielle Émilie Le Tonnelier de Breteuil, markýza du Châtelet (17. prosince 1706, Paříž – 10. září 1749, Lunéville) byla francouzská matematička, fyzička, filozofka a překladatelka. Nejvýznamnější byly její práce fyzikální (Institutions de physique), její pojetí kinetické energie podle některých komentátorů předjímá relativistické pojetí Einsteinovo. Patřila mezi klíčové zprostředkovatele Newtonova i Leibnizova myšlení ve francouzském prostředí. Přeložila Newtonovo dílo Philosophiae Naturalis Principia Mathematica, které doplnila vlastním komentářem.
Ve své době se prosadila ve vědeckých disciplínách, jež byly téměř výhradně doménou mužů. Svou vytrvalou snahou o vzdělání inspirovala mnoho žen. Byla jednou z nejvýraznějších osobností francouzské vědy první poloviny 18. století a její názory svědčí o úsilí vymanit se ze stereotypních představ tehdejší společnosti. 
Mnoho let ji pojil blízký vztah s filozofem Voltairem. Spolu s Voltairem napsala pojednání Základy Newtonovy filosofie. 

## Život

### Původ a vzdělání
Pocházela z rodiny nižší francouzské šlechty, otec Louis Nicolas Le Tonnelier, baron de Breteuil byl ceremoniářem na dvoře krále Ludvíka XIV. a později jeho tajemníkem. Měla pět bratrů a dvě mladší sestry. Otec, který rozpoznal její nadání a touhu po vědění, jí poskytl vzdělání, jaké dívky v tehdejší době dostávaly jen zřídka. Naučila se latinu, starořečtinu a další živé jazyky (italštinu, němčinu, angličtinu). Měla i hudební talent, hrála na cembalo, věnovala se divadlu, tanci a zpěvu. Zajímala se o přírodní filozofii a různé vědní obory, především matematiku a fyziku. V salonu svých rodičů, kde byly denně přijímány významné osobnosti, se seznámila s Fontenellem, Jeanem-Baptistem Rousseauem, Voltairem a dalšími intelektuály.
Ve věku 16 let byla uvedena ke dvoru, kde brzy přivykla přepychu a dvorským radovánkám. Neuznávala konvence, hrála hazardní hry, sbírala šaty a boty, milovala šperky. V roce 1725 se provdala za markýze Florenta Clauda du Châtelet, důstojníka královských mušketýrů. Zpočátku následovala manžela do Semur-en-Auxois, kde byl jmenován guvernérem, ale po jeho odchodu do války o polské dědictví, se v roce 1732 rozhodla usadit v Paříži. Žili ve volném manželství, během kterého se narodily čtyři děti. Émilie du Châtelet měla mnoho ctitelů i milenců. Patřili mezi ně i uznávaní vědci, kteří podporovali její zájem o vědu, jako Pierre Louis Maupertuis nebo Pierre de Alexis Clairaut. 

### Vztah s Voltairem
Od roku 1733 udržovala 15 let intimní vztah s Voltairem. Jeho Filozofické dopisy odsuzující francouzskou monarchii a propagující Newtonovy teorie na úkor Descartovy fyziky vzbudily pobouření ve francouzském parlamentu a vysoké společnosti. Když v roce 1735 musel pod policejním tlakem spěšně opustit Paříž, paní du Châtelet mu nabídla útočiště ve starém zámku Cirey na severovýchodě Francie, který Voltair zmodernizoval na vlastní náklady a zařídil pro vědeckou práci včetně knihovny s dvaceti tisíci svazky a laboratoře vybavené nejnovějšími přístroji. Strávili tam čtyři roky, sdíleli podobné názory a vzájemně se inspirovali. Voltaire vždy obdivoval a chválil inteligenci paní du Châtelet, povzbuzoval ji k dalšímu studiu matematiky a fyziky. Společně podporovali Newtonovo učení a Voltaire chtěl jeho dílo zpřístupnit širší veřejnosti. Paní du Châtelet se podílela na Voltairově díle Základy Newtonovy filozofie, jak sám autor uvedl v předmluvě k vydání z roku 1738. Zajímala se o Newtonovu Optiku, překládala části tohoto díla do francouzštiny, přičemž kladla důraz na přesný překlad odborných textů. Pracovala také na svém vlastním textu Esej o optice (Essai sur l‟optique), z něhož se v rukopisu zachovala pouze jedna kapitola. 
Émilie du Châtelet byla v osobním či písemném kontaktu s mnoha příslušníky tehdejšího společenského i intelektuálního života. Na zámku přijímali mnoho hostů a učenců z různých zemí, diskutovali o filozofii, matematice nebo fyzice. Návštěvy a korespondence se současnými učenci (Johann Samuel Kónig, Christian Wolf, Leonhard Euler, Charles Marie de La Condamine, otec François Jacquier) učinily ze Cirey centrum newtonovských příznivců. Život na zámku v Cirey popisuje ve svých dopisech Madame de Graffigny, která zde strávila jako host tři měsíce. Paní du Châtelet zde vytvořila převážnou část svého díla. Kromě vědeckých prací se zabývala i překlady. V roce 1735 přeložila z angličtiny satirickou Bajku o včelách od Bernarda de Mandeville, ke které napsala úvod s úvahami o postavení žen ve společnosti a vlastních schopnostech. Kritizuje, mimo jiné, omezené možnosti vzdělávání žen. Mezi další překlady patří Vergiliův epos Aeneis nebo Sofoklova tragédie Král Oidipus. Věnovala se též výkladu Bible (Examen de la Genèse, Examen des Livres du Nouveau Testament). Ve svých pracích oponovala Johnu Lockovi.

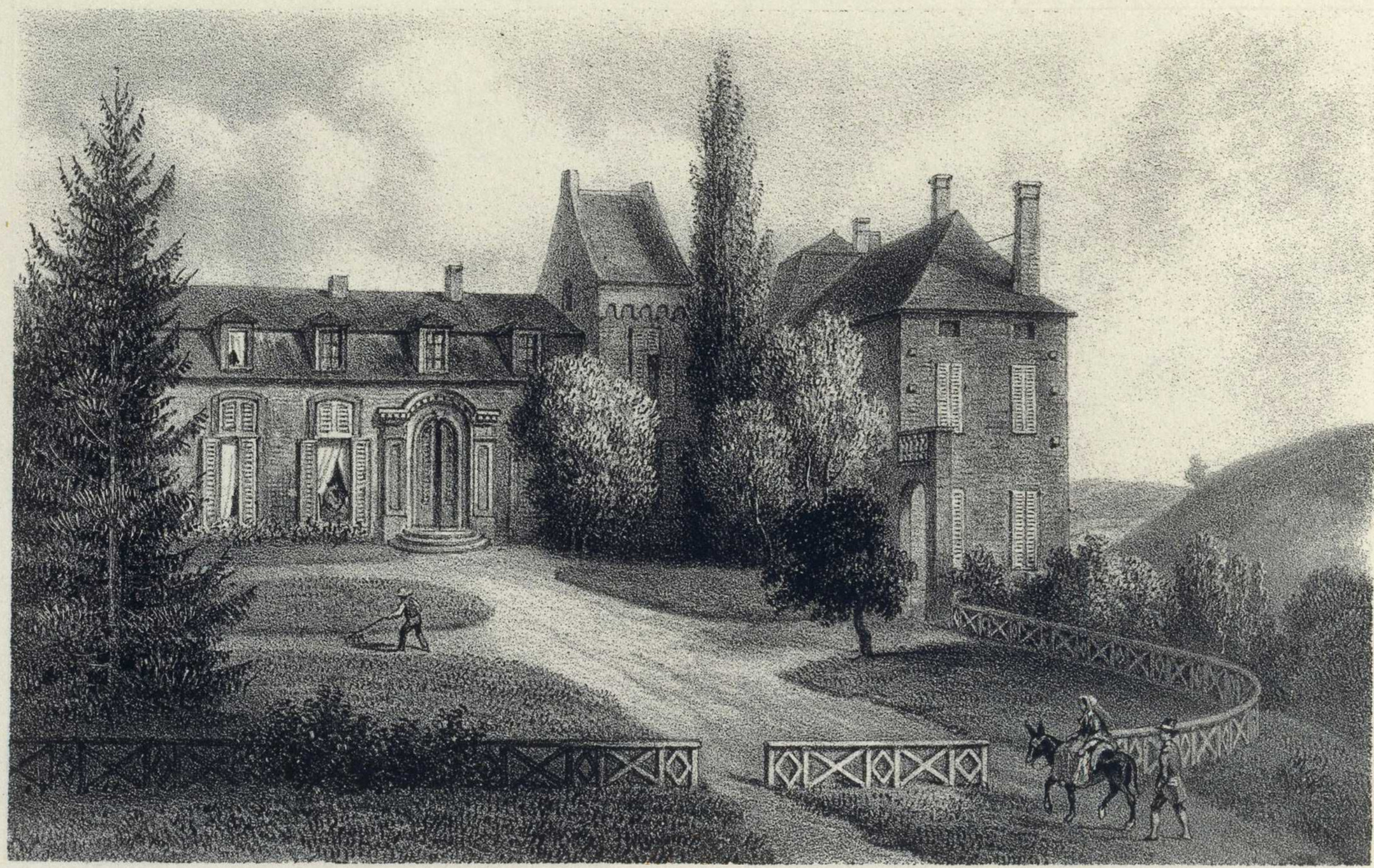
zámek Cirey na litografii z roku 1854

V roce 1738 se s Voltairem zúčastnila soutěže o povaze ohně, kterou vypsala Akademie věd. Práce mohly být předloženy anonymně, takže se mohla účastnit i jako žena. Ačkoli hlavní cenu získal švýcarský matematik Euler, práce paní du Châtelet byla Akademií vysoce hodnocena. Její esej O přírodě a propagaci ohně (Sur la Nature et La Propagation du Feu), v níž abstraktně formuluje obraz ohně jako bezprostředního symbolu pohybu a života, byla vydána v roce 1739 anonymně a znovu v roce 1744, tentokrát pod jejím jménem. Bylo to poprvé, co Akademie věd zveřejnila text ženy a paní du Châtelet tím získala místo ve francouzské vědecké komunitě. V práci předpověděla infračervené záření.
Po tomto úspěchu sepsala třídílnou učebnici Základy fyziky (Institutions de Physique), kterou věnovala svému třináctiletému synovi. Vyložila v ní myšlenky Isaaca Newtona, Gottfrieda Leibnize a Willema Gravesanda. Přispěla tím k rozšíření Leibnizovy fyzikální práce ve Francii, zejména experimentálním důkazem jeho teorie, že kinetická energie (v té době nazývaná "živá síla") je úměrná hmotnosti a druhé mocnině rychlosti. Podala srozumitelný výklad jeho teorie. Tato práce, publikovaná v roce 1740, vyvolala polemiku s předsedou Akademie věd Jean-Jacques Dortous de Mairanem týkající se teorie sil. Byla také obviněna z plagiátorství svým bývalým učitelem matematiky Königem. Tři roky po svém vydání bylo toto pojednání přeloženo do několika jazyků, včetně italštiny. V roce 1746 byla Émilie du Châtelet zvolena členkou Akademie věd v Bologni, která v té době jako jediná přijímala ženy. V roce 1745 byl její portrét uveden v souboru portrétů stovky nejvýznamnějších evropských učenců v katalogu Bilder-Sal. Vycházel paralelně v německém a latinském jazyce mezi léty 1741 a 1755 a paní du Châtelet je jednou ze čtyř žen, které se v souboru objevily.

### Závěr života
Vztah Voltaira a paní du Châtelet procházel v roce 1744 krizí. Po Voltairových nevěrách už pokračoval jen na bázi přátelství. Rozcházeli se i v některých odborných názorech. Zatímco Voltaire setrvával na Newtonových teoriích, ona se přikláněla k Leibnizově metafyzice. V lednu 1748 spolu pobývali na dvoře krále Stanislava I. v Lunéville, kde Émilie du Châtelet zažila poslední vášnivou lásku s básníkem Saint-Lambertem a čekala s ním dítě. Její filozofický spis Rozprava o štěstí (Discours sur le bonheur), který nebyl určen k publikaci, je intimní výpovědí o milostných vztazích v jejím životě a zamyšlením nad tím, co je zdrojem štěstí. Píše o činnostech, které přinášejí radost a uspokojení stárnoucí ženě (hazardní hry, studium, zdraví, nákupy).
V roce 1745 se Émilie du Châtelet pustila do velkého díla svého života: překladu latinského textu Newtonovy Philosophiae Naturalis Principia Mathematica do francouzštiny. Důležitou součástí je její komentář s názvem Stručný výklad Systému světa a vysvětlení astronomických jevů z Newtonových Principií, v němž zpřístupňuje Newtonovy myšlenky širokému okruhu čtenářů. V závěrečné části Analytické řešení hlavních problémů systému světa definuje používané pojmy a nabízí citace různých vědců, zároveň se zde ukazuje rostoucí nezávislost na Newtonově systému. Inspirována Clairautovým dílem zkoumá tvar oběžných drah, planet, různé hypotézy gravitace, světla, tvaru Země. Na závěr prezentuje práce Daniela Bernoulliho o přílivu a odlivu. Na rukopisu pracovala pět let, intenzivně i v době těhotenství, sama prováděla všechny výpočty. V roce 1749 požádala o jeho registraci v kabinetu rukopisů Královské knihovny ještě před zveřejněním v obavě z rizika úmrtí, které jí hrozilo při porodu ve vyšším věku. Rukopisy uložené v knihovně dokazují, že je skutečně autorkou tohoto díla, jehož autorství by mohlo být připsáno Alexisi Clairautovi, který dohlížel na správnost překladu a výpočtů. Konečné vydání, které vyšlo deset let po její smrti (roku 1759), se skládalo ze dvou svazků. Newtonův překlad zaplňuje svazek a půl. Zbytek (asi 100 stran) tvoří komentář a dodatky Émilie du Châtelet (zkrácený výklad systému světa a vysvětlení hlavních astronomických jevů převzatých z Newtonových principů).
Émilie du Châtelet zemřela 10. září 1749 po porodu na horečku omladnic. Novorozená dcera Stanislas-Adélaïde zemřela dvacet měsíců po své matce. Nejstarší dcera Françoise Gabrielle Pauline zemřela v roce 1754, syn Louis Marie Florent du Châtelet byl popraven gilotinou v roce 1793, druhý syn Victor Esprit zemřel jako dítě již v roce 1734. Je pochována v kostele svatého Jakuba v Lunéville.

### Posmrtný odkaz
Voltaire byl velmi zasažen smrtí své "božské Emilie", jejíž intelekt pokládal za rovnocenný mužům. Dne 15. října 1749 napsal dopis pruskému králi Fridrichu II.: "Ztratil jsem pětadvacetiletého přítele, velkého muže, který měl jedinou chybu v tom, že byl ženou, a kterého celá Paříž lituje a ctí." V roce 1752 zařadil medailon Émilie du Châtelet do katalogu francouzských spisovatelů v práci Století Ludvíka XIV. : „Gabrielle-Émilie de Breteuil, markýza Du Châtelet, narozená roku 1706, zemřela v roce 1749. Vysvětlila Leibnizovo myšlení, komentovala a překládala Newtona, což bylo málo ceněno u dvora, všechny národy usilující o vědění však obdivovaly jejího geniálního ducha a rétorické schopnosti. Ze všech žen, které byly chloubou Francie, právě ona měla nejryzejšího ducha a nejméně usilovala o povrchní duchaplnost.“
Za svého života paní du Châtelet byla považována za výjimečnou ženu, která si svým vědeckým dílem a nekonformními názory získala respekt evropských vzdělanců. Od konce 18. století však byla dlouhá léta vnímána hlavně prostřednictvím svého vztahu s Voltairem, jako jeho múza a ochránkyně. Její dílo přestalo být předmětem zájmu. Jako vědkyně si ve Francii získala uznání až koncem 20. století, kdy dílo Základy fyziky bylo opět řazeno mezi významné texty v dějinách vědy a filozofie, vyšla kritická edice francouzského překladu a komentáře Newtonových Principií a nové interpretace Rozpravy o štěstí. Její jméno nese několik vzdělávacích institucí ve Francii. Institut Émilie du Châtelet (IEC), který byl založen v roce 2006, je prvním francouzským výzkumným centrem zaměřeným na otázky genderových studií.
Na její počest je pojmenován kráter Venuše Chatelet a planetka (12059) Châtelet.
Finská skladatelka Kaija Saariaho o ní napsala operu Émilie.

## Galerie

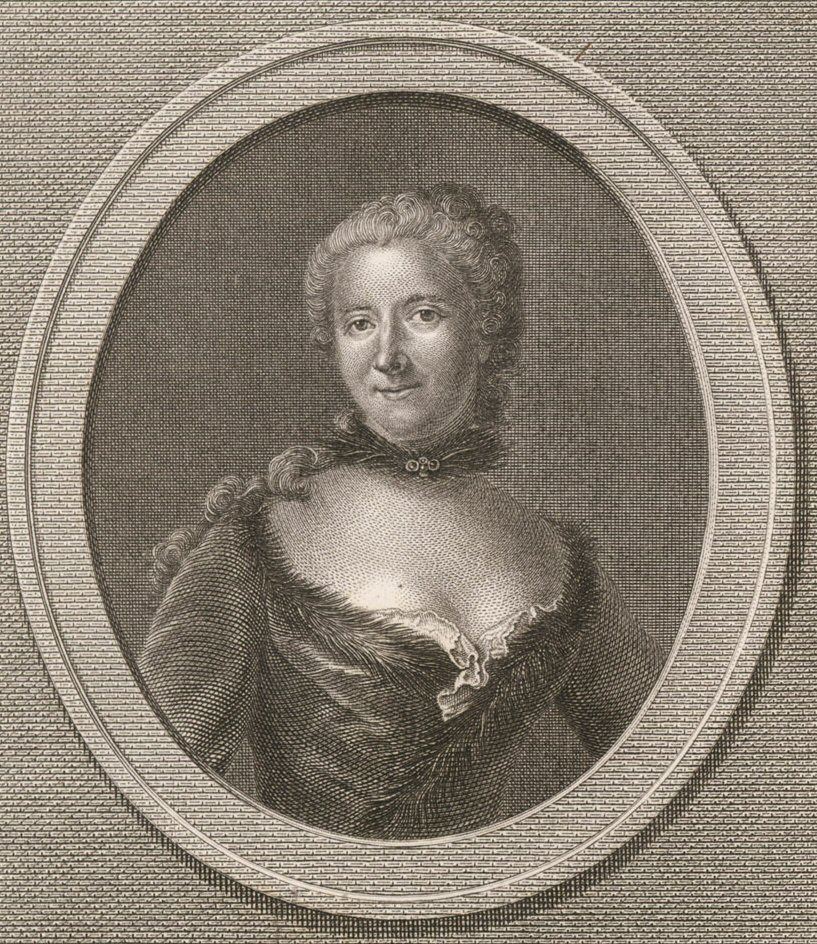
Émilie du Châtelet na dobové rytině
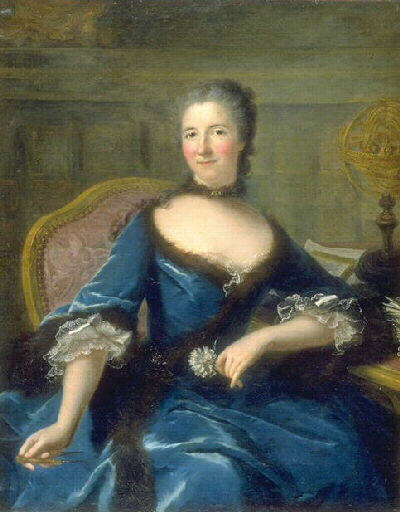
Marianne Loir: Émilie du Châtelet (olejomalba, cca 1748)
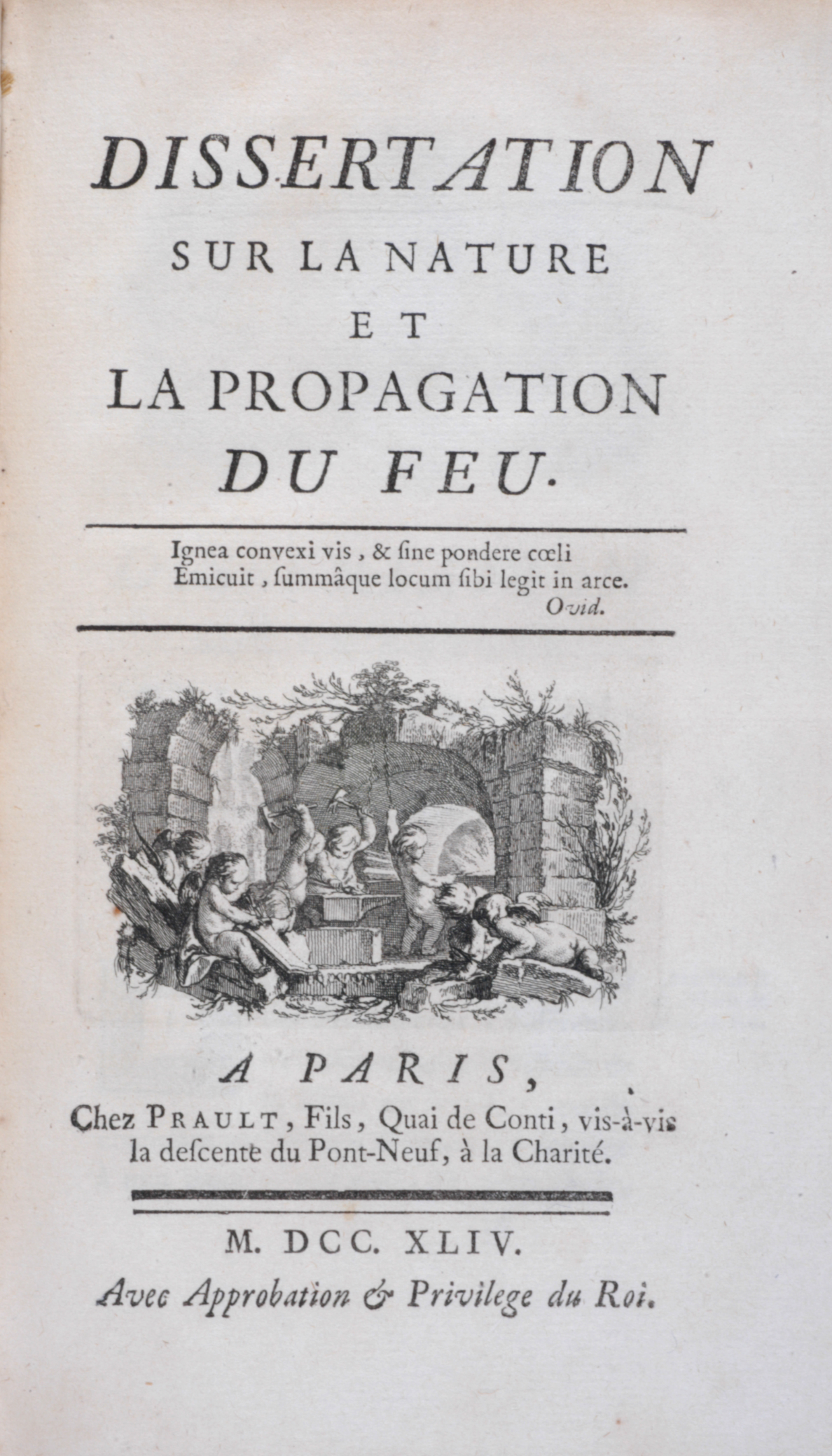
Dissertation sur la Nature et la Propagation du feu (1744)
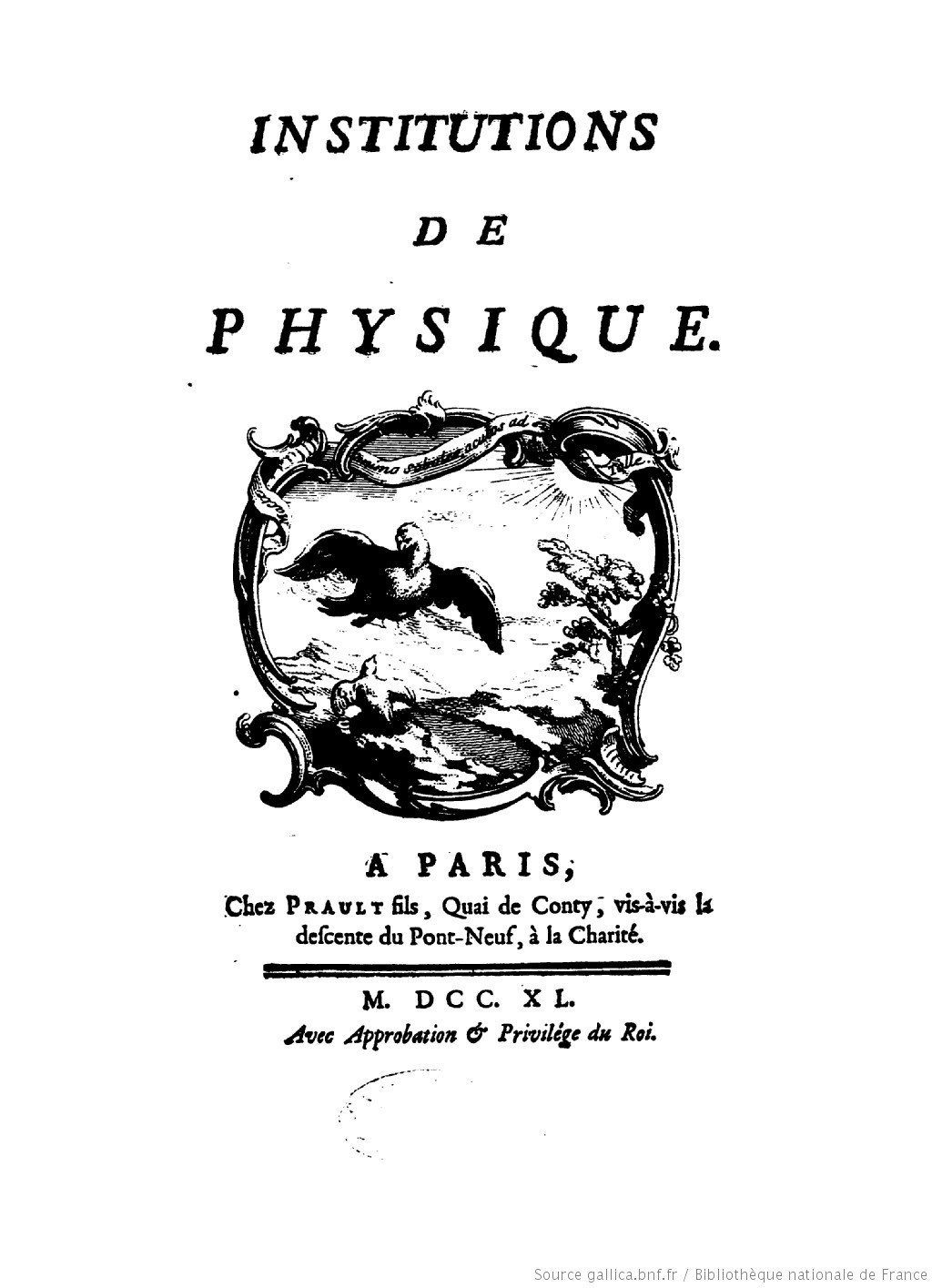
Základy fyziky (1740)
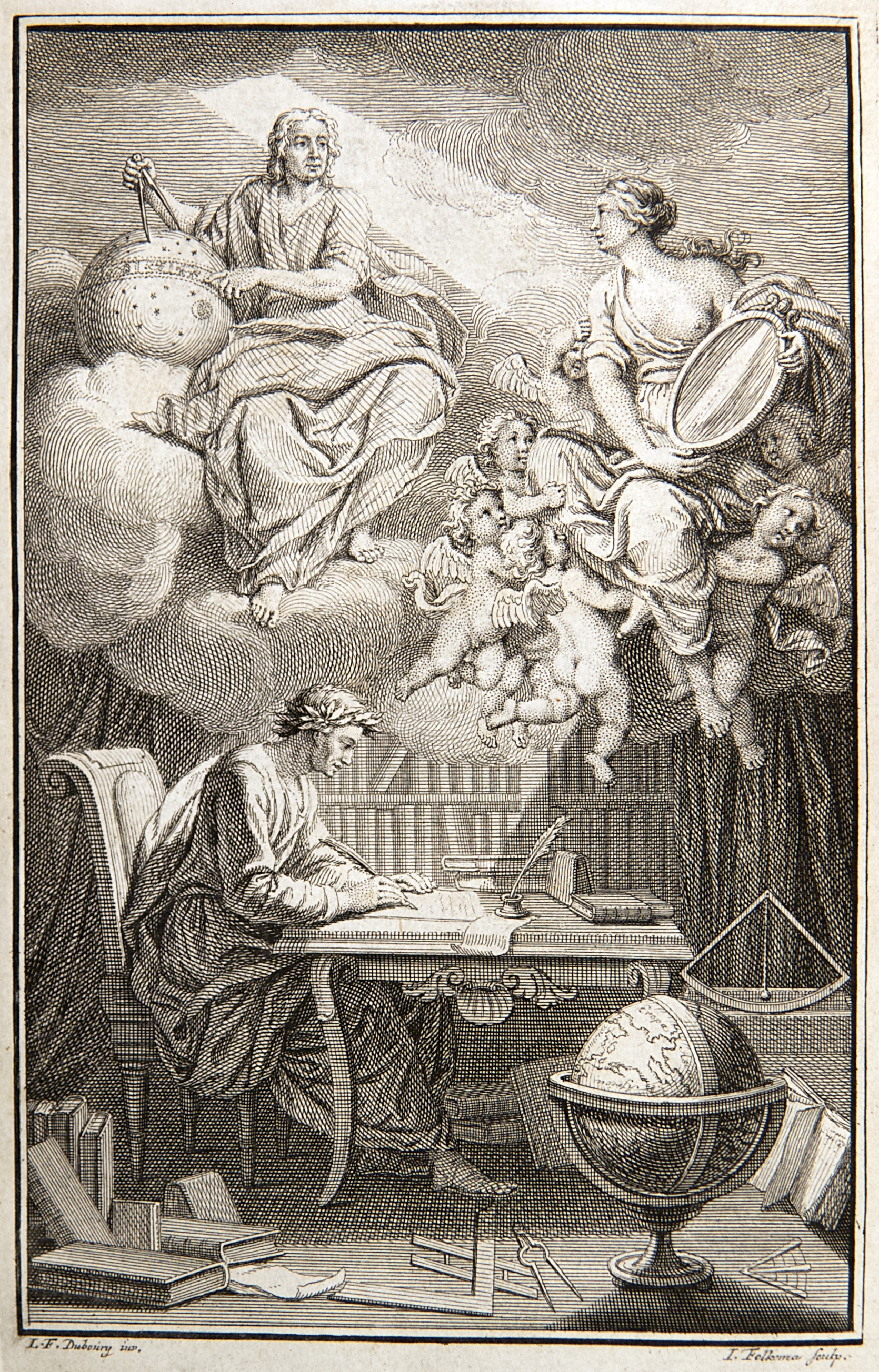
Frontispis Voltairova díla Základy Newtonovy filozofie z roku 1738 (Émilie du Châtelet jako múza)